# Cyrestis giloloensis
Cyrestis giloloensis är en fjärilsart som beskrevs av Percy I. Lathy 1904. Cyrestis giloloensis ingår i släktet Cyrestis och familjen praktfjärilar. Inga underarter finns listade i Catalogue of Life.